# Ксенія Делі
Ксенія Делі (англ. Xenia Deli; рід. 27 жовтня 1989, Бессарабка) — молдовська фотомодель, переїхала жити і працювати в США.

## Біографія
Ксенія потрапила в США, поїхавши за програмою для студентів Work and Travel.
Стала моделлю, коли їй було 18 років. В даний час у дівчини підписаний контракт з агентством «Elite Model Management» в Лос-Анджелесі та Маямі.
У 2012 році Ксенія з'явилася на обкладинці Playboy в компанії Бруно Марса. Також вона взяла участь у фотосесії для «Frederick's of Hollywood», відомої в США марки жіночої білизни. Знімалася для журналів FHM, GQ, Sports Illustrated, Vogue, Harper's Bazaar, Maxim. Працювала з брендами Victoria's Secret, Beach Bunny, Buffalo, Guess.
У 2013 році знялася в ролі Яни в епізоді серіалу «Проект Мінді». Також у кліпі Calvin Harris «Thinking About You ft. Ayah Marar» в компанії Тео Хатчкрафта з групи Hurts.
У 2015 році знялася в кліпі Джастіна Бібера «What Do You Mean?».
У червні 2016 року вийшла заміж за 62-річного єгипетського мільярдера Оссаму Фаті Рабаха аш-Шаріфа, власника девелоперської та логістичної компанії «Амирал». Розкішне весільне торжество пройшло на грецькому острові Санторіні.
У 2017 році взяла участь у третьому випуску шоу «Таємний мільйонер» телеканалу «П'ятниця!».